# إيست برنارد
برنار الشرقي (بالإنجليزية: East Bernard) هي مدينة أمريكية تقع في ولاية تكساس.تبلغ مساحة هذه المدينة 3.6 (كم²)،ويبلغ عدد سكانها 1729 نسمة حسب إحصاء سنة 2010 م. تشير إحصاءات سنة 2000م بان الكثافة السكانية في هذه المدينة تقدر بـ(483.8) نسمة/كم2.

## التركيبة السكانية
حدّد مكتب تعداد الولايات المتحدة بيانات التركيبة السكانية لإيست برنارد في تعداد الولايات المتحدة. في ما يلي، التركيبة السكانية حسب تعدادي 2000 و2010.

### تعداد عام 2000
بلغ عدد سكان إيست برنارد 1,729 نسمة بحسب تعداد عام 2000، وبلغ عدد الأسر 631 أسرة وعدد العائلات 487 عائلة مقيمة في المدينة. في حين سجلت الكثافة السكانية 176.1 نسمة لكل كيلومتر مربع (456.1/ميل2). وبلغ عدد الوحدات السكنية 662 وحدة بمتوسط كثافة قدره 67.4 لكل كيلومتر مربع (174.6/ميل2).
وتوزع التركيب العرقي للمدينة بنسبة 81.43% من البيض و2.72% من الأمريكيين الأفارقة و0.17% من الأمريكيين الأصليين و0.17% من الأمريكيين ذوي الأصول الآسيوية و0.23% من سكان جزر المحيط الهادئ و13.59% من الأعراق الأخرى و1.68% من عرقين مختلطين أو أكثر و27.07% من الهسبانيون أو اللاتينيون من أي عرق.
بلغ عدد الأسر 631 أسرة كانت نسبة 39.9% منها لديها أطفال تحت سن الثامنة عشر تعيش معهم، وبلغت نسبة الأزواج القاطنين مع بعضهم البعض 61% من أصل المجموع الكلي للأسر، ونسبة 12.7% من الأسر كان لديها معيلات من الإناث دون وجود شريك، بينما كانت نسبة 3.5% من الأسر لديها معيلون من الذكور دون وجود شريكة وكانت نسبة 22.8% من غير العائلات. تألفت نسبة 20.4% من أصل جميع الأسر من عدة أفراد يعيشون في نفس المنزل ونسبة 9.8% كانت تتألف من شخص يعيش بمفرده يبلغ من العمر 65 عاماً أو أكثر. وبلغ متوسط حجم الأسرة المعيشية 2.74، أما متوسط حجم العائلات فبلغ 3.13.
بلغ العمر الوسطي للسكان 35.3 عاماً. وكانت نسبة 27.4% من القاطنين تحت سن الثامنة عشر، وكانت نسبة 8.9% بين الثامنة عشر والرابعة والعشرين عاماً، ونسبة 27.7% كانت واقعةً في الفئة العمرية ما بين الخامسة والعشرين والرابعة والأربعين عاماً، ونسبة 22.3% كانت ما بين الخامسة والأربعين والرابعة والستين، ونسبة 13.5% كانت ضمن فئة الخامسة والستين عاماً فما فوق. يوجد لكل 100 أنثى 99.8 ذكر، ويوجد لكل 100 أنثى في الثامنة عشر من عمرها فما فوق 93.2 ذكر.
بلغ متوسط دخل الأسرة في المدينة 35,500 دولارًا، أما متوسط دخل العائلة فبلغ 42,786 دولارًا. وكان متوسط دخل الذكور 29,402 دولارًا مقابل 23,913 دولارًا للإناث. وسجل دخل الفرد الخاص بالمدينة 16,011 دولارًا. وكانت نسبة 10.3% من العائلات ونسبة 12.2% من السكان تحت خط الفقر، وكان من هؤلاء نسبة 17.2% تحت سن الثامنة عشر ونسبة 5.6% في الخامسة والستين من العمر وما فوق.

### تعداد عام 2010
بلغ عدد سكان إيست برنارد 2,272 نسمة بحسب تعداد عام 2010، وبلغ عدد الأسر 838 أسرة وعدد العائلات 646 عائلة مقيمة في المدينة. في حين سجلت الكثافة السكانية 231.4 نسمة لكل كيلومتر مربع (599.3/ميل2). وبلغ عدد الوحدات السكنية 909 وحدة بمتوسط كثافة قدره 92.6 لكل كيلومتر مربع (239.8/ميل2).
وتوزع التركيب العرقي للمدينة بنسبة 87.76% من البيض و2.64% من الأمريكيين الأفارقة و0.04% من الأمريكيين الأصليين و0.35% من الأمريكيين ذوي الأصول الآسيوية و7.35% من الأعراق الأخرى و1.85% من عرقين مختلطين أو أكثر و24.69% من الهسبانيون أو اللاتينيون من أي عرق.
بلغ عدد الأسر 838 أسرة كانت نسبة 39.7% منها لديها أطفال تحت سن الثامنة عشر تعيش معهم، وبلغت نسبة الأزواج القاطنين مع بعضهم البعض 60.7% من أصل المجموع الكلي للأسر، ونسبة 12.1% من الأسر كان لديها معيلات من الإناث دون وجود شريك، بينما كانت نسبة 4.3% من الأسر لديها معيلون من الذكور دون وجود شريكة وكانت نسبة 22.9% من غير العائلات. تألفت نسبة 19.7% من أصل جميع الأسر من عدة أفراد يعيشون في نفس المنزل ونسبة 8.9% كانت تتألف من شخص يعيش بمفرده يبلغ من العمر 65 عاماً أو أكثر. وبلغ متوسط حجم الأسرة المعيشية 2.71، أما متوسط حجم العائلات فبلغ 3.11.
بلغ العمر الوسطي للسكان 39.8 عاماً. وكانت نسبة 28.1% من القاطنين تحت سن الثامنة عشر، وكانت نسبة 6.2% بين الثامنة عشر والرابعة والعشرين عاماً، ونسبة 23.6% كانت واقعةً في الفئة العمرية ما بين الخامسة والعشرين والرابعة والأربعين عاماً، ونسبة 27% كانت ما بين الخامسة والأربعين والرابعة والستين، ونسبة 15.1% كانت ضمن فئة الخامسة والستين عاماً فما فوق. وتوزع التركيب الجنسي للسكان بنسبة 49.8% ذكور و50.2% إناث.